# Poplar (Montana)
Poplar es una ciudad ubicada en el condado de Roosevelt en el estado estadounidense de Montana. En el Censo de 2010 tenía una población de 810 habitantes y una densidad poblacional de 1.129,04 personas por km².

## Geografía
Poplar se encuentra ubicada en las coordenadas 48°6′38″N 105°11′48″O / 48.11056, -105.19667. Según la Oficina del Censo de los Estados Unidos, Poplar tiene una superficie total de 0.72 km², de la cual 0.72 km² corresponden a tierra firme y (0%) 0 km² es agua.

## Demografía
Según el censo de 2010, había 810 personas residiendo en Poplar. La densidad de población era de 1.129,04 hab./km². De los 810 habitantes, Poplar estaba compuesto por el 25.19% blancos, el 0% eran afroamericanos, el 71.36% eran amerindios, el 0.25% eran asiáticos, el 0% eran isleños del Pacífico, el 0.12% eran de otras razas y el 3.09% pertenecían a dos o más razas. Del total de la población el 0.62% eran hispanos o latinos de cualquier raza.